# ステヴァン・フリスティッチ
ステヴァン・フリスティッチ（Stevan Hristić、Стеван Христић 1885年6月19日 - 1958年8月21日）は、セルビアの作曲家。

## 生涯
ベオグラード出身。第一次世界大戦前にライプツィヒ、モスクワ、パリ、ローマで学んだ。ヨーロッパ音楽とセルビアの伝統音楽の両方に通暁しており、作品はメロディーと和声の両面で民俗音楽と後期ロマン派音楽と印象主義音楽を融合させたものであった。
セルビア文化の貢献としてはベオグラード・フィルハーモニー管弦楽団の設立があげられる。また1924年から1935年と1937年にベオグラード・オペラの音楽監督を務めた。さらに音楽院の創設者の一人であった。第二次世界大戦後の1945年にセルビア作曲家連盟が設立されると初代の書記長に選出された。1950年にユーゴスラビア作曲家同盟が発足するとやはり書記長に選ばれた。同時にセルビア科学芸術アカデミーのメンバーとなった。

## 作品

### オペラ
- 黄昏（1925）

### オラトリオ
- ハリストス（キリスト）の復活（1912）

### バレエ
- オーリッドの伝説（1947）

### 管弦楽曲
- ヴァイオリンとオーケストラのための交響的幻想曲

### 器楽曲
- ヴァイオリンとピアノのためのラプソディー

### 正教会聖歌
- パニヒダ
- 各種連祷